# Aviatrade Congo
Aviatrade Congo is een Congolese luchtvaartmaatschappij met haar thuisbasis in Kinshasa.

## Geschiedenis
Aviatrade Congo is opgericht in 2004 door de dochter van de president van Gabon.

## Vloot
De vloot van Aviatrade Congo bestaat uit:(april 2007)
- 1 Antonov AN-26B